# 臺北市私立開平餐飲職業學校
臺北市私立開平餐飲職業學校，簡稱開平餐飲，是一所位於臺灣臺北市大安區、教授餐飲專業的技術型高級中等學校。

## 歷史
開平餐飲的前身是夏耀珊1953年創辦的夜間補習中學，取張載「為往聖繼絕學，為萬世開太平」，命名為「開平中級補習學校」，1956年更名為「開平中學」，設高中日間部，成為六年一貫完全中學，
1982年改制為「開平工商職業學校」，1996年改為綜合高中，更名「開平高中」，2007年定名為「開平餐飲學校」，成為中華民國第一所餐飲專業學校。

## 歷任校長
| 任期 | 姓名   | 任職日期  | 離職日期  | 備註                           |
| ---- | ------ | --------- | --------- | ------------------------------ |
| 1    | 馮良杜 | 1953年    | 1990年    | 首任開平補習學校校長           |
| 2    | 夏惠汶 | 1990年    | 2004年7月 | 開平餐飲學校創辦人、第二任校長 |
| 3    | 羅俊彥 | 2005年8月 | 2013年7月 | 第三任校長                     |
| 4    | 馬嘉延 | 2013年8月 | 現職[2]   | 第四任校長                     |

## 姊妹校
- 帛琉帛琉高中（英语：Palau High School）[3]

## 外部連結
- 臺北市私立開平餐飲職業學校 （页面存档备份，存于）
- 開平餐飲Facebook專頁 （页面存档备份，存于）
- 開平餐飲YouTube頻道 （页面存档备份，存于）